# Prudential Center
Prudential Center är en inomhusarena i New Jersey, invigd 25 oktober 2007. Den har kapacitet för 17 625 åskådare och är hemmarink för New Jersey Devils.